# Julius Leisching

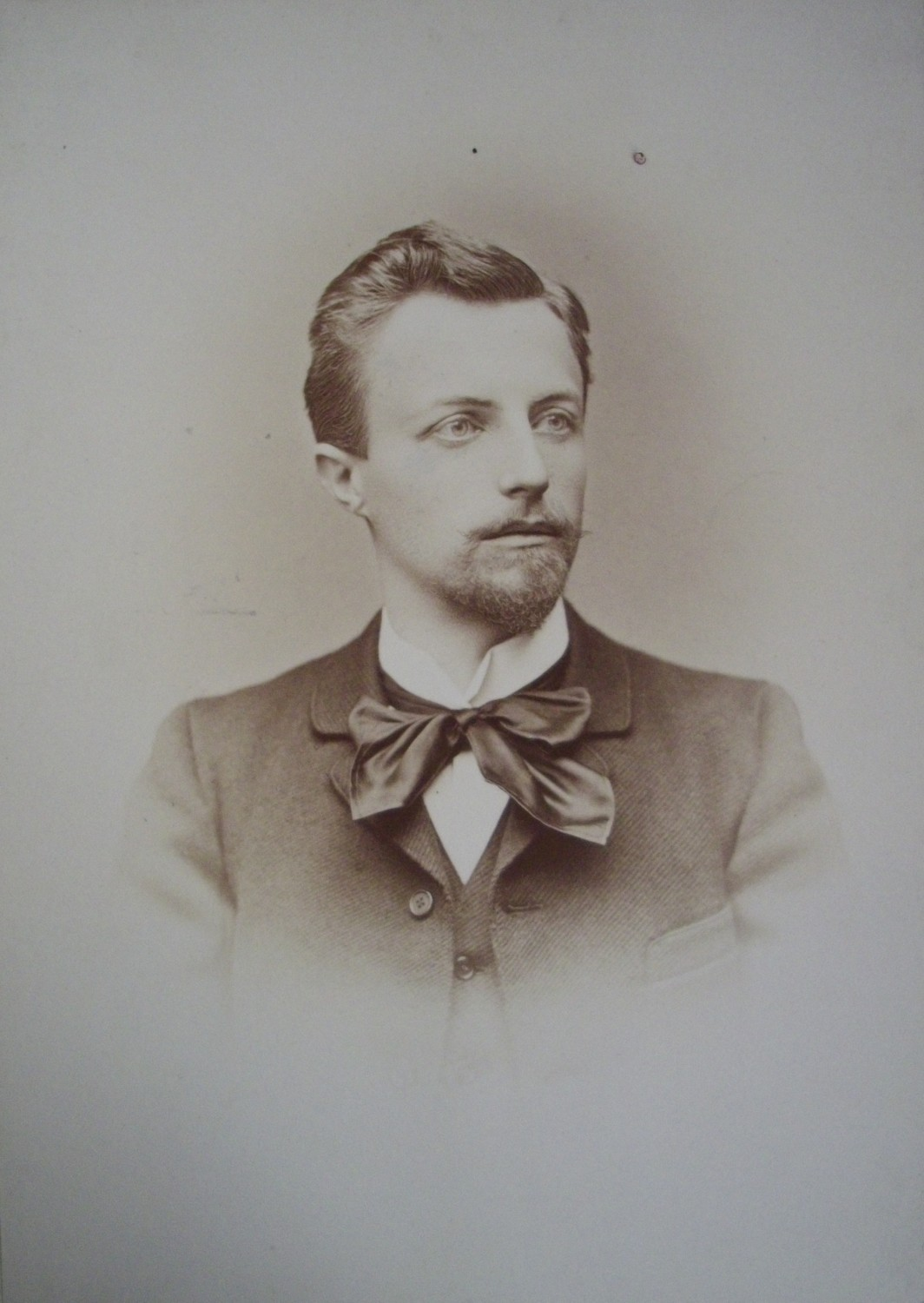
Julius Leisching 1889

Julius Eduard Josef Leisching (* 7. August 1865 in Wien; † 25. Mai 1933 ebenda) war ein österreichischer Architekt und Kunsthistoriker und von 1921 bis 1933 Direktor des Salzburger Museums Carolino Augusteum.

## Familie
Julius Eduard Josef Leisching wurde als Sohn des Kaufmanns Eduard Leisching und der Antonie Leisching, geb. Götze geboren. Sein Vater stammte aus einer angesehenen Familie von Langensalza, die Mutter war eine gebürtige Leipzigerin. Der Ururgroßvater Karl Gottlob Leisching war Superintendent in Langensalza. Zur Familie gehört auch die Malerin Friederike Leisching, die vor allem durch ihre Bildnisse der Familie von Matthias Claudius bekannt geworden ist. Auch sein Bruder Eduard Leisching brachte es als Kunsthistoriker und Direktor des Museums für angewandte Kunst zu großem Ruhm. Im Jahre 1894 heiratete Julius die in Wien geborene Mathilde Benedikter.

## Leben
Leisching studierte an der Wiener Technischen Hochschule Architektur, weilte dann in den Jahren 1885 bis 1887 zur weiteren technischen und künstlerischen Ausbildung in Dresden. Anschließend war er als Architekt in Wien tätig und errichtete in der Folgezeit die Evangelischen Kirchen in Třinec und Oderberg (Bohumín). 
Schon bald wandte sich Leisching dem Studium des alten Kunstgewerbes zu und machte sich auf diesem Gebiet einen Namen. Mit achtundzwanzig Jahren wurde er 1893 Direktor des Mährischen Gewerbemuseums (ab 1907 Erzherzog-Rainer-Museum für Kunst und Gewerbe) in Brünn. In dieser Stellung blieb er fast 30 Jahre, bis 1921.
1921 wurde Julius Leisching Direktor des Salzburger Museum Carolino Augusteum, das er bis zu seinem Tode im Jahr 1933 leitete. Seine Grabstelle befindet sich auf dem Salzburger Kommunalfriedhof.

## Veröffentlichungen (Auswahl)
- Der Fassadenschmuck: eine Studie. A. Hartleben, Wien 1893
- Die Silhouette. Maehrisches Gewerbe-Museum Brünn, 1906
- Aus dem Tagebuch eines alten Wieners. J. Löwy, 1907
- Figurale Holzplastik. A. Schroll, Wien 1908
- Die Wege der Kunst. F. Tempsky, Wien 1911
- Schabkunst, ihre Technik und Geschichte in ihren Hauptwerken vom 17. bis zum 20. Jahrhundert. K. Wolf, Wien 1913
- mit Max Bucherer und Adolf Spamer: Spitzenbilder, Papierschnitte, Porträtsilhouetten. Einhorn-Verlag, Dachau 1920